# Gasschieber
Ein Gasschieber ist ein Absperrschieber, der am Abzweig der öffentlichen Gasleitung zu einem Privatgrundstück installiert wird. Bei der Absperrvorrichtung handelt es sich heute nicht mehr unbedingt um einen Schieber. Es können auch Ventile, Kugelhähne und andere Arten von Absperrarmaturen verwendet werden.
Am Hausanschluss befindet sich noch ein weiteres Absperrorgan. Der meistens in der Straße oder im Gehsteig befindliche Gasschieber kann geschlossen werden, wenn eine Reparatur an der zum Gebäude führenden Stichleitung vorgenommen werden soll.
Die vergleichbare Absperrvorrichtung für Trinkwasserleitungen heißt Wasserschieber.